# دونالد جيب
دونالد جيب (بالإنجليزية: Donald Gibb)‏ هو ممثل أمريكي، ولد في 4 أغسطس 1954 بنيويورك في الولايات المتحدة.

## أعمال

### أفلام
- (1982) كونان البربري[3][4]
- (1988) رياضة الدم
- (2008) هانكوك[5]

### مسلسلات
- الملفات الغامضة
- خطوة بخطوة

## وصلات خارجية
- دونالد جيب على موقع IMDb (الإنجليزية)
- دونالد جيب على موقع روتن توميتوز (الإنجليزية)
- دونالد جيب على موقع ألو سيني (الفرنسية)
- دونالد جيب على موقع أول موفي (الإنجليزية)
- دونالد جيب على موقع قاعدة بيانات الأفلام السويدية (السويدية)
- دونالد جيب على موقع قاعدة بيانات الفيلم (الإنجليزية)
- دونالد جيب على موقع كينوبويسك (الروسية)